# Verwaltungsbezirk (Prag)

Karte der Bezirke und Stadtteile der Stadt Prag

Karte der Katastralgemeinden

Die tschechische Hauptstadt Prag bildet einen eigenen Kraj. Sie gliedert sich in 22 Verwaltungsbezirke.
Insgesamt besteht Prag aus 10 Stadtbezirken, 57 Stadtteilen sowie 146 Ortsteilen. Die Zahl der Katastralgemeinden beträgt 112. Auf dem Stadtgebiet von Prag befinden sich 901 Siedlungseinheiten unterschiedlichsten Typs.

## Historische Verwaltungsgliederung (bis 1947)
1. (I) Altstadt (Staré Město): seit 1784 Stadtteil von Prag, jetzt Prag 1
2. (II) Neustadt (Nové Město): seit 1784 Stadtteil von Prag, jetzt zwischen Prag 1 und Prag 2 aufgeteilt
3. (III) Kleinseite (Malá Strana): seit 1784 Stadtteil von Prag, jetzt zwischen Prag 1 und Prag 5 aufgeteilt
4. (IV) Hradschin (älter auch Burgstadt), (Hradčany): seit 1784 Stadtteil von Prag, jetzt zwischen Prag 1 und Prag 6 aufgeteilt
5. (V) Josefstadt (Josefov): seit 1850 Stadtteil von Prag, jetzt Prag 1
6. (VI) Vyšehrad (Wyschehrad, älter auch Hochburg): seit 1883 Stadtteil von Prag, jetzt Prag 2
7. (VII) Bubny (Buben), Holešovice (Holleschowitz): seit 1884 Stadtteile von Prag, jetzt zwischen Prag 1 und Prag 7 aufgeteilt
8. (VIII) Libeň (Lieben); Stadtteil seit 1901, Střížkov (Strischkau), Kobylisy (Kobilis), Troja, Bohnice (Bochnitz): seit 1922 Stadtteile von Prag, jetzt zwischen Prag 7, Prag 8 und Prag 9 aufgeteilt
9. (IX) Vysočany (Wissotschan), Prosek (Prossek), Hloubětín (Tiefenbach): seit 1922 Stadtteile von Prag, jetzt zwischen Prag 3, Prag 9, Prag 10 und Prag 14 aufgeteilt
10. (X) Karlín (Karolinenthal): seit 1922 Stadtteil von Prag, jetzt Prag 8
11. (XI) Hrdlořezy (Kehlen), Malešice (Maleschitz), Žižkov (Veitsberg): seit 1922 Stadtteile von Prag, jetzt zwischen Prag 3, Prag 8, Prag 9 und Prag 10 aufgeteilt
12. (XII) Královské Vinohrady (Kgl.Weinberge): seit 1922 Stadtteil von Prag, jetzt zwischen Prag 2, Prag 3 und Prag 9 aufgeteilt
13. (XIII) Vršovice (Werschowitz), Záběhlice (Sabechlitz), Hostivař (Hostiwar), Strašnice (Straschnitz): seit 1922 Stadtteile von Prag, jetzt zwischen Prag 3, Prag 4, Prag 10 und Prag 15 aufgeteilt
14. (XIV) Nusle (Nussl), Michle (Michl), Pankrác (Pankratz), Krč (Reuth): seit 1922 Stadtteile von Prag, jetzt zwischen Prag 2, Prag 4 und Prag 10 aufgeteilt
15. (XV) Braník, Podolí (Podol), Hodkovičky (Kleinhodkowitz), Zátiší: seit 1922 Stadtteile von Prag, jetzt Prag 4
16. (XVI) Smíchov (Smichow), Radlice (Radlitz), Hlubočepy (Kohlfelden), Malá Chuchle (Kuchelbad): seit 1922 Stadtteile von Prag, jetzt Prag 5
17. (XVII) Jinonice (Ninowitz), Košíře (Körbern), Motol: seit 1922 Stadtteile von Prag, jetzt zwischen Prag 5 und Prag 13 aufgeteilt
18. (XVIII) Břevnov (Breunau), Dolní Liboc (Nieder Libotz), Střešovice (Streschowitz): seit 1922 Stadtteile von Prag, jetzt zu Prag 6
19. (XIX) Bubeneč (Bubenetsch), Dejvice (Dewitz), Sedlec (Selz), Veleslavín (Weleslawin), Vokovice (Wokowitz): seit 1922 Stadtteile von Prag, jetzt zwischen Prag 6 und Prag 7 aufgeteilt

## Eingemeindungen seit 1950
- 1960: Čimice, Lhotka, Ruzyně
- 1968: Čakovice, Chodov, Ďáblice, Dolní Chabry, Dolní Měcholupy, Háje, Horní Měcholupy, Hostavice, Kbely, Komořany, Kunratice, Kyje, Lahovice, Letňany, Libuš, Lysolaje, Miškovice, Modřany, Nebušice, Petrovice, Řepy, Štěrboholy, Suchdol, Třeboradice, Velká Chuchle
- 1974: Běchovice, Benice, Březiněves, Cholupice, Dolní Počernice, Dubeč, Hájek, Holyně, Horní Počernice, Klánovice, Koloděje, Kolovraty, Královice, Křeslice, Lipany, Lipence, Lochkov, Nedvězí, Písnice, Pitkovice, Přední Kopanina, Radotín, Řeporyje, Satalice, Šeberov, Slivenec, Sobín, Stodůlky, Točná, Třebonice, Uhříněves, Újezd nad Lesy, Újezd u Průhonic, Vinoř, Zadní Kopanina, Zbraslav, Zličín

## Neue Verwaltungsgliederung
Durch die neue Verwaltungsgliederung im Jahr 2002 wurden teilweise traditionelle Stadtviertel auf mehrere Verwaltungsbezirke aufgeteilt.
| Bezirk (Správní obvod)    | Einwohner (Stand 31. Dezember 2005) | Einwohner (Stand 31. Dezember 2005) | Stadtteil (Městská část), Weblink                               | Frühere Stadtviertel; Siedlungen (in Auswahl) | Touristische Ziele |
| Bezirk (Správní obvod)    | Bezirk                              | Stadtteil                           | Stadtteil (Městská část), Weblink                               | Frühere Stadtviertel; Siedlungen (in Auswahl) | Touristische Ziele |
| ------------------------- | ----------------------------------- | ----------------------------------- | --------------------------------------------------------------- | --- | --- |
| Prag 1                    | 31.964                              | 31.964                              | Prag 1 www.praha1.cz (tschechisch)                              | vollständig: Altstadt, Josefov; teilweise: Holešovice, Hradschin, Kleinseite, Neustadt, Vinohrady                                                                                     | Altstadt mit Altstädter Ring, Karls-Universität, Josefstadt und Karlsbrücke; Prager Burg mit der Burgvorstadt Hradschin und dem Kloster Strahov; Kleinseite mit Laurenziberg (Petřín); Neustadt mit Wenzelsplatz und Platz der Republik und zahlreichen Kirchen und Klöstern |
| Prag 2                    | 47.913                              | 47.913                              | Prag 2 www.praha2.cz (tschechisch)                              | vollständig: Vyšehrad; teilweise: Neustadt, Nusle, Vinohrady | Burg Vyšehrad, Neustadt mit Karlsplatz und weiteren Kirchen und Klöstern wie der romanischen St. Longinus-Rotunde |
| Prag 3                    | 70.481                              | 70.481                              | Prag 3 www.praha3.cz (tschechisch)                              | teilweise: Strašnice, Vinohrady, Vysočany, Žižkov; Satellitenstädte Chmelnice, Jarov                                                                                                  | Fernsehturm in Žižkov, Nationaldenkmal auf dem Vítkov, Neuer jüdischer Friedhof mit dem Grab Franz Kafkas, Friedhof Olšany |
| Prag 4                    | 136.075                             | 129.181                             | Prag 4 www.praha4.cz (tschechisch)                              | vollständig: Braník, Hodkovičky, Krč, Lhotka (seit 1960), Podolí; teilweise: Michle, Nusle, Vinohrady, Záběhlice; Satellitenstädte Krč, Michelská, Pankrác I, II, III, Spořilov I, II | Kongresszentrum |
| Prag 4                    | 136.075                             | 6.894                               | Kunratice www.praha-kunratice.cz (tschechisch)                  | Kunratice (seit 1968) | |
| Prag 5                    | 82.231                              | 80.040                              | Prag 5 www.praha5.cz (englisch) (tschechisch)                   | vollständig: Hlubočepy, Košíře, Motol, Radlice, Smíchov; teilweise: Jinonice, Kleinseite; Barrandov, Butovice, Klukovice, Zlíchov; Satellitenstadt Barrandov                          | Einkaufszentren Zlatý anděl und Nový Smíchov, Mozartvilla „Bertramka“, Parkanlagen |
| Prag 5                    | 82.231                              | 2.191                               | Slivenec www.praha-slivenec.cz (tschechisch)                    | Holyně (seit 1974), Slivenec (seit 1974) | |
| Prag 6                    | 109.378                             | 99.481                              | Prag 6 www.praha6.cz (tschechisch)                              | vollständig: Břevnov, Dejvice, Liboc, Ruzyně (seit 1960), Střešovice, Veleslavín, Vokovice; teilweise: Bubeneč, Hradschin, Sedlec; Satellitenstadt Baba                               | Kloster Břevnov, Weißer Berg (Bílá hora) mit Lustschloss Stern, Divoká Šárka, Baba-Siedlung, Großes Stadion Strahov |
| Prag 6                    | 109.378                             | 998                                 | Lysolaje www.praha-lysolaje.cz (tschechisch)                    | Lysolaje (seit 1968) | |
| Prag 6                    | 109.378                             | 2.697                               | Nebušice www.prahanebusice.cz (tschechisch)                     | Nebušice (seit 1968) | |
| Prag 6                    | 109.378                             | 619                                 | Přední Kopanina www.prednikopanina.cz (tschechisch)             | Přední Kopanina (seit 1974) | |
| Prag 6                    | 109.378                             | 5.583                               | Suchdol                                                         | vollständig: Suchdol (seit 1968); teilweise: Sedlec | |
| Prag 7                    | 40.566                              | 39.596                              | Prag 7 www.praha7.cz (tschechisch)                              | teilweise: Bubeneč, Holešovice, Libeň | Ausstellungsgelände Prag, Planetarium, Technisches Nationalmuseum |
| Prag 7                    | 40.566                              | 970                                 | Troja www.mctroja.cz (tschechisch)                              | teilweise: Troja | Botanischer Garten Prag, Prager Zoo, Schloss Troja |
| Prag 8                    | 106.255                             | 99.840                              | Prag 8 www.praha8.cz (tschechisch und englisch)                 | vollständig: Bohnice, Čimice (seit 1960), Karlín, Kobylisy; teilweise: Libeň, Neustadt, Střížkov, Troja, Žižkov; Satellitenstädte Bohnice, Čimice, Ďáblice, Invalidovna, Kobylisy     | |
| Prag 8                    | 106.255                             | 737                                 | Breziněves www.brezineves.cz (tschechisch)                      | Březiněves (seit 1974) | |
| Prag 8                    | 106.255                             | 2.680                               | Ďáblice www.dablice.com (tschechisch)                           | Ďáblice (seit 1968) | |
| Prag 8                    | 106.255                             | 2.998                               | Dolní Chabry www.dchabry.cz (tschechisch)                       | Dolní Chabry (seit 1968) | |
| Prag 9                    | 44.215                              | 44.215                              | Prag 9 www.praha9.cz (tschechisch)                              | vollständig: Prosek; teilweise: Hloubětín, Hrdlořezy, Libeň, Malešice, Střížkov, Vysočany; Satellitenstädte Prosek I, II, III                                                         | |
| Prag 10                   | 107.989                             | 107.989                             | Prag 10 www.praha10.cz (englisch) (tschechisch)                 | vollständig: Vršovice; teilweise: Hloubětín, Hrdlořezy, Malešice, Michle, Strašnice, Vinohrady, Záběhlice, Žižkov; Satellitenstädte Skalka, Zahrádní Město západ, východ              | |
| Prag 11                   | 84.316                              | 79.337                              | Prag 11 www.praha11.cz (tschechisch)                            | Chodov (seit 1968), Háje (seit 1968); Satellitenstadt Jižní Město | Die größte Plattenbausiedlung der Tschechischen Republik mit rund 80.000 Einwohnern |
| Prag 11                   | 84.316                              | 556                                 | Křeslice www.kreslice.cz (tschechisch)                          | Křeslice (seit 1974) | |
| Prag 11                   | 84.316                              | 2.205                               | Šeberov www.seberov.cz (tschechisch)                            | Hrnčíře, Šeberov (seit 1974) | |
| Prag 11                   | 84.316                              | 2.218                               | Újezd www.praha-ujezd.cz (tschechisch)                          | Újezd u Průhonic (seit 1974); Kateřinky | |
| Prag 12                   | 63.422                              | 54.252                              | Prag 12 www.praha12.cz (englisch) (tschechisch)                 | Cholupice (seit 1974), Kamýk, Komořany (seit 1968), Modřany (seit 1968), Točná (seit 1974)                                                                                            | Flugplatz Točná für Sportflugzeuge |
| Prag 12                   | 63.422                              | 9.170                               | Libuš www.praha-libus.cz (tschechisch)                          | Libuš (seit 1968), Písnice (seit 1974) | |
| Prag 13                   | 57.922                              | 55.154                              | Prag 13 www.praha13.cz (tschechisch)                            | vollständig: Stodůlky (seit 1974), Třebonice (seit 1974); teilweise: Jinonice; Satellitenstädte Lužiny, Nové Butovice, Velká Ohrada                                                   | |
| Prag 13                   | 57.922                              | 2.768                               | Řeporyje www.prahareporyje.cz (tschechisch)                     | Řeporyje (seit 1974), Zadní Kopanina (seit 1974) | |
| Prag 14                   | 43.590                              | 41.641                              | Prag 14 www.praha14.cz (tschechisch)                            | vollständig: Černý Most, Hostavice (seit 1968), Kyje (seit 1968); teilweise: Hloubětín; Satellitenstädte Černý Most I, II, Hloubětín, Lehovec                                         | |
| Prag 14                   | 43.590                              | 1.949                               | Dolní Počernice www.praha-dolnipocernice.cz (tschechisch)       | Dolní Počernice (seit 1974); Vinice | |
| Prag 15                   | 38.463                              | 27.552                              | Praha 15 www.praha15.cz (tschechisch)                           | Horní Měcholupy (seit 1968), Hostivař; Satellitenstädte Hornoměcholupska, Na Košíku                                                                                                   | |
| Prag 15                   | 38.463                              | 1.334                               | Dolní Měcholupy www.dolnimecholupy.cz (tschechisch)             | Dolní Měcholupy (seit 1968) | |
| Prag 15                   | 38.463                              | 2.294                               | Dubeč www.praha-dubec.cz (tschechisch)                          | Dubeč (seit 1974) | |
| Prag 15                   | 38.463                              | 6.132                               | Petrovice www.prahapetrovice.cz (tschechisch)                   | Petrovice (seit 1968) | |
| Prag 15                   | 38.463                              | 1.151                               | Štěrboholy www.sterboholy.cz (tschechisch)                      | Štěrboholy (seit 1968) | |
| Prag 16 (Radotín)         | 20.399                              | 7.874                               | Radotín www.mcpraha16.cz (tschechisch)                          | Radotín (seit 1974); Cikánka, Lahovská | |
| Prag 16 (Radotín)         | 20.399                              | 1.872                               | Lipence www.praha-lipence.cz (tschechisch)                      | Lipence (seit 1974); Dolní Černošice (bis 1992), Lipany, Kazín, Obsany | |
| Prag 16 (Radotín)         | 20.399                              | 590                                 | Lochkov www.praha-lochkov.cz (tschechisch)                      | Lochkov (seit 1974) | |
| Prag 16 (Radotín)         | 20.399                              | 1.798                               | Velká Chuchle www.chuchle.cz (tschechisch)                      | Malá Chuchle, Velká Chuchle (seit 1968) | Pferderennbahn Chuchle |
| Prag 16 (Radotín)         | 20.399                              | 8.265                               | Zbraslav www.mc-zbraslav.cz (tschechisch)                       | Lahovice (seit 1968), Zbraslav (seit 1974); Baně, Lahovičky, Strnady | Schloss Zbraslav |
| Prag 17 (Řepy)            | 27.635                              | 24.391                              | Řepy www.repy.cz (tschechisch)                                  | Řepy (seit 1968); Satellitenstädte Řepy I, II | |
| Prag 17 (Řepy)            | 27.635                              | 3.244                               | Zličín www.mczlicin.cz (tschechisch)                            | Sobín (seit 1974), Zličín (seit 1974) | |
| Prag 18 (Letňany)         | 21.092                              | 14.721                              | Letňany www.praha18.cz (tschechisch)                            | Letňany (seit 1968) | Messegelände Letňany, Flugplatz Letňany |
| Prag 18 (Letňany)         | 21.092                              | 6.371                               | Čakovice (seit 2007 zu Bezirk 18) www.cakovice.cz (tschechisch) | Čakovice (seit 1968), Miškovice (seit 1968), Třeboradice (seit 1968) | |
| Prag 19 (Kbely)           | 16.196                              | 4.918                               | Kbely www.praha19.cz (tschechisch)                              | Kbely (seit 1968) | Flugzeugmuseum Prag-Kbely der tschechischen Armee |
| Prag 19 (Kbely)           | 16.196                              | 1.906                               | Satalice www.mcsatalice.cz (tschechisch)                        | Satalice (seit 1974) | |
| Prag 19 (Kbely)           | 16.196                              | 3.001                               | Vinoř www.praha-vinor.cz (tschechisch)                          | Vinoř (seit 1974); Ctěnice | |
| Prag 20 (Horní Počernice) | 13.682                              | 13.682                              | Horní Počernice www.pocernice.cz (tschechisch)                  | Horní Počernice (seit 1974) | |
| Prag 21 (Újezd nad Lesy)  | 15.334                              | 8.178                               | Újezd nad Lesy www.praha21.cz (tschechisch)                     | Újezd nad Lesy (seit 1974); Satellitenstadt Rohožník | |
| Prag 21 (Újezd nad Lesy)  | 15.334                              | 3.259                               | Běchovice www.praha-bechovice.cz (tschechisch)                  | Běchovice (seit 1974) | |
| Prag 21 (Újezd nad Lesy)  | 15.334                              | 2.818                               | Klánovice www.praha-klanovice.cz (tschechisch)                  | Klánovice (seit 1974) | |
| Prag 21 (Újezd nad Lesy)  | 15.334                              | 1.079                               | Koloděje                                                        | Koloděje (seit 1974) | |
| Prag 22 (Uhříněves)       | 8.663                               | 5.145                               | Uhříněves www.praha22.cz (tschechisch)                          | Hájek (seit 1974), Pitkovice (seit 1974), Uhříněves (seit 1974) | |
| Prag 22 (Uhříněves)       | 8.663                               | 446                                 | Benice                                                          | Benice (seit 1974) | |
| Prag 22 (Uhříněves)       | 8.663                               | 2.525                               | Kolovraty www.kolovraty.cz (tschechisch)                        | Kolovraty (seit 1974), Lipany (seit 1974) | |
| Prag 22 (Uhříněves)       | 8.663                               | 322                                 | Královice www.mckralovice.cz (tschechisch)                      | Královice (seit 1974) | |
| Prag 22 (Uhříněves)       | 8.663                               | 225                                 | Nedvězí www.mcnedvezi.cz (tschechisch)                          | Nedvězí (seit 1974) | |